# ساوث هيل (واشنطن)
ساوث هيل (بالإنجليزية: South Hill CDP, Washington)‏ هي منطقة سكنية تقع بولاية واشنطن في الولايات المتحدة. تبلغ مساحتها 46.8 كم2، وترتفع عن سطح البحر 163 م، بلغ عدد سكانها 52,431 نسمة في عام 2010 حسب إحصاء مكتب تعداد الولايات المتحدة وتصل الكثافة السكانية فيها 1,120.3 نسمة لكل كيلومتر مربع (2,901.6/ميل2).

## التركيبة السكانية
حدّد مكتب تعداد الولايات المتحدة بيانات التركيبة السكانية لساوث هيل في تعداد الولايات المتحدة. في ما يلي، التركيبة السكانية حسب تعدادي 2000 و2010.

### تعداد عام 2000
بلغ عدد سكان ساوث هيل 31,623 نسمة بحسب تعداد عام 2000، وبلغ عدد الأسر 10,929 أسرة وعدد العائلات 8,722 عائلة مقيمة في المنطقة السكنية. في حين سجلت الكثافة السكانية 675.7 نسمة لكل كيلومتر مربع (1,750.1/ميل2). وبلغ عدد الوحدات السكنية 11,398 وحدة بمتوسط كثافة قدره 243.5 لكل كيلومتر مربع (630.7/ميل2).
وتوزع التركيب العرقي للمنطقة السكنية بنسبة 87.41% من البيض و2.42% من الأمريكيين الأفارقة و0.94% من الأمريكيين الأصليين و3.36% من الأمريكيين ذوي الأصول الآسيوية و0.49% من سكان جزر المحيط الهادئ و1.45% من الأعراق الأخرى و3.94% من عرقين مختلطين أو أكثر و4.13% من الهسبانيون أو اللاتينيون من أي عرق.
بلغ عدد الأسر 10,929 أسرة كانت نسبة 48.3% منها لديها أطفال تحت سن الثامنة عشر تعيش معهم، وبلغت نسبة الأزواج القاطنين مع بعضهم البعض 65.3% من أصل المجموع الكلي للأسر، ونسبة 9.8% من الأسر كان لديها معيلات من الإناث دون وجود شريك، بينما كانت نسبة 4.7% من الأسر لديها معيلون من الذكور دون وجود شريكة وكانت نسبة 20.2% من غير العائلات. تألفت نسبة 15.1% من أصل جميع الأسر من عدة أفراد يعيشون في نفس المنزل ونسبة 4.4% كانت تتألف من شخص يعيش بمفرده يبلغ من العمر 65 عاماً أو أكثر. وبلغ متوسط حجم الأسرة المعيشية 2.89، أما متوسط حجم العائلات فبلغ 3.20.
بلغ العمر الوسطي للسكان 32.9 عاماً. وكانت نسبة 31.3% من القاطنين تحت سن الثامنة عشر، وكانت نسبة 7.5% بين الثامنة عشر والرابعة والعشرين عاماً، ونسبة 33.8% كانت واقعةً في الفئة العمرية ما بين الخامسة والعشرين والرابعة والأربعين عاماً، ونسبة 20.3% كانت ما بين الخامسة والأربعين والرابعة والستين، ونسبة 6.8% كانت ضمن فئة الخامسة والستين عاماً فما فوق. يوجد لكل 100 أنثى 97.7 ذكر، ويوجد لكل 100 أنثى في الثامنة عشر من عمرها فما فوق 94.1 ذكر.
بلغ متوسط دخل الأسرة في المنطقة السكنية 60,524 دولارًا، أما متوسط دخل العائلة فبلغ 64,544 دولارًا. وكان متوسط دخل الذكور 45,637 دولارًا مقابل 30,306 دولارًا للإناث. وسجل دخل الفرد الخاص بالمنطقة السكنية 22,700 دولارًا. وكانت نسبة 2.6% من العائلات ونسبة 4.2% من السكان تحت خط الفقر، وكان من هؤلاء نسبة 4.9% تحت سن الثامنة عشر ونسبة 3.2% في الخامسة والستين من العمر وما فوق.

### تعداد عام 2010
بلغ عدد سكان ساوث هيل 52,431 نسمة بحسب تعداد عام 2010، وبلغ عدد الأسر 17,962 أسرة وعدد العائلات 13,990 عائلة مقيمة في المنطقة السكنية. في حين سجلت الكثافة السكانية 1,120.3 نسمة لكل كيلومتر مربع (2,901.6/ميل2). وبلغ عدد الوحدات السكنية 19,081 وحدة بمتوسط كثافة قدره 407.7 لكل كيلومتر مربع (1,055.9/ميل2).
وتوزع التركيب العرقي للمنطقة السكنية بنسبة 78.16% من البيض و4.33% من الأمريكيين الأفارقة و0.98% من الأمريكيين الأصليين و5.95% من الأمريكيين ذوي الأصول الآسيوية و1.05% من سكان جزر المحيط الهادئ و3.07% من الأعراق الأخرى و6.45% من عرقين مختلطين أو أكثر و8.47% من الهسبانيون أو اللاتينيون من أي عرق.
بلغ عدد الأسر 17,962 أسرة كانت نسبة 45.7% منها لديها أطفال تحت سن الثامنة عشر تعيش معهم، وبلغت نسبة الأزواج القاطنين مع بعضهم البعض 60.6% من أصل المجموع الكلي للأسر، ونسبة 11.7% من الأسر كان لديها معيلات من الإناث دون وجود شريك، بينما كانت نسبة 5.6% من الأسر لديها معيلون من الذكور دون وجود شريكة وكانت نسبة 22.1% من غير العائلات. تألفت نسبة 16.1% من أصل جميع الأسر من عدة أفراد يعيشون في نفس المنزل ونسبة 4.9% كانت تتألف من شخص يعيش بمفرده يبلغ من العمر 65 عاماً أو أكثر. وبلغ متوسط حجم الأسرة المعيشية 2.92، أما متوسط حجم العائلات فبلغ 3.25.
بلغ العمر الوسطي للسكان 33.6 عاماً. وكانت نسبة 29.7% من القاطنين تحت سن الثامنة عشر، وكانت نسبة 8.5% بين الثامنة عشر والرابعة والعشرين عاماً، ونسبة 29.8% كانت واقعةً في الفئة العمرية ما بين الخامسة والعشرين والرابعة والأربعين عاماً، ونسبة 24.2% كانت ما بين الخامسة والأربعين والرابعة والستين، ونسبة 7.7% كانت ضمن فئة الخامسة والستين عاماً فما فوق. وتوزع التركيب الجنسي للسكان بنسبة 49.3% ذكور و50.7% إناث.